# Археологический музей (Переяслав)
Археологический музей Переяславе — музей, открытый в 1960 году в городе Переяслав Киевской области в Украине. Учреждение расположено по адресу: улица Шевченка, 17.

## История
В 1957 году над остатками Спасского храма, построенного в XI веке, построили специальный павильон.
В нем в 1960 году открылся археологический музей. Стены павильона украшены цветными витражами, на которых изображены исторические мотивы: важные события и известные деятели, которые имеют отношение к этой местности.
Размер фундамента и стен церкви-усыпальницы — 15,3х8 метров. Фундамент и стены — одни из ключевых экспонатов музея. На них сохранились остатки фресок, керамический пол, кирпичные и мраморные саркофаги.
Экспонаты музея датированы разными периодами — здесь предметы давних времен соседствуют с экспонатами середины XIII века. Есть отдельные экспонаты Левобережья и Правобережья Среднего Днепра, объекты, найденные на мезолитических и неолитических стоянках у долин Днепра и Трубежа, изделия из керамики и камня, орудия труда, украшения, которые датируются III—II тыс. до н. э. Есть экспонаты скифских времен, которые были найдены в курганах, на территории городищ и селений лесостепной Скифии. В музее представлена стеклянная и керамическая посуда, датированная III—V веком, стеклянные украшения, пряжки.
Часть музейной экспозиции относится к жизни славян догосударственного периода и великокняжеского периода. Представлены экспонаты из поселений киевской культуры, датированные III—V веками, антов и полян VI—IX веков, из древнерусских городищ, из города Переяслава X—XIII века. Здесь есть керамическая посуда, строительная керамика, ремесленные изделия, орудия труда, украшения. Есть фрагменты от настенных фресок, настенных мозаик, черепицы, глазурованные плитки. В музее хранятся частички алтарного светильника, части интерьера храмов.
Среди экспонатов музея — объемные заготовки кремня, найденные во время раскопок, которые использовались охотниками в древности для создания ножей, резцов, проколок, наконечников копий и других орудий труда. Здесь же представлены образцы орудий, которые были найдены на неолитических поселениях и керамическая посуда, датированная V—IV тыс. лет до н. э. В витринах музея можно увидеть серп, мотыгу, нож, топор, который использовался трипольскими общинами в быту для обработки грунтов Левобережья. Здесь же можно увидеть проушный медный топор, датированный первой половиной-серединой II тыс. лет до н. э., бронзовые кинжалы, пластинчатый браслет с чеканным орнаментом, датированные XIV—XII веками до н. э. В музее много изделий из камня — жезл, ножи, серпы, шлифованные проушные топоры. Некоторые топоры и жезлы из представленных в музее экспонатов в свое время были символами власти племенных вождей.
Некоторые украшения, пряслица, ткацкие грузила, керамические сосуды, которые экспонируются в музее, относятся к скифскому периоду. Экспонируются и многочисленные греческие амфоры, в которых возили вино, бронзовая посуда, золотые украшения. Есть амфоры с Трахтемировского городища, муляжи золотых украшений с курганов. Представлено два уникальных шлема, которые были сделаны в греческих мастерских. Есть железных шлем, который состоит из отдельных пластинок, который был найден в месте погребения воина-кочевника в кургане степного Левобережья VI—V века до н. э. Там же был найден скифский бронзовый котел. Второй шлем — из золотистой бронзы, был обнаружен в торфяных отложениях, был изготовлен в V веке до н. э. мастерами из Греции или в городах Северного Причерноморья.
Важный экспонат музея — карта «борьбы с половцами».

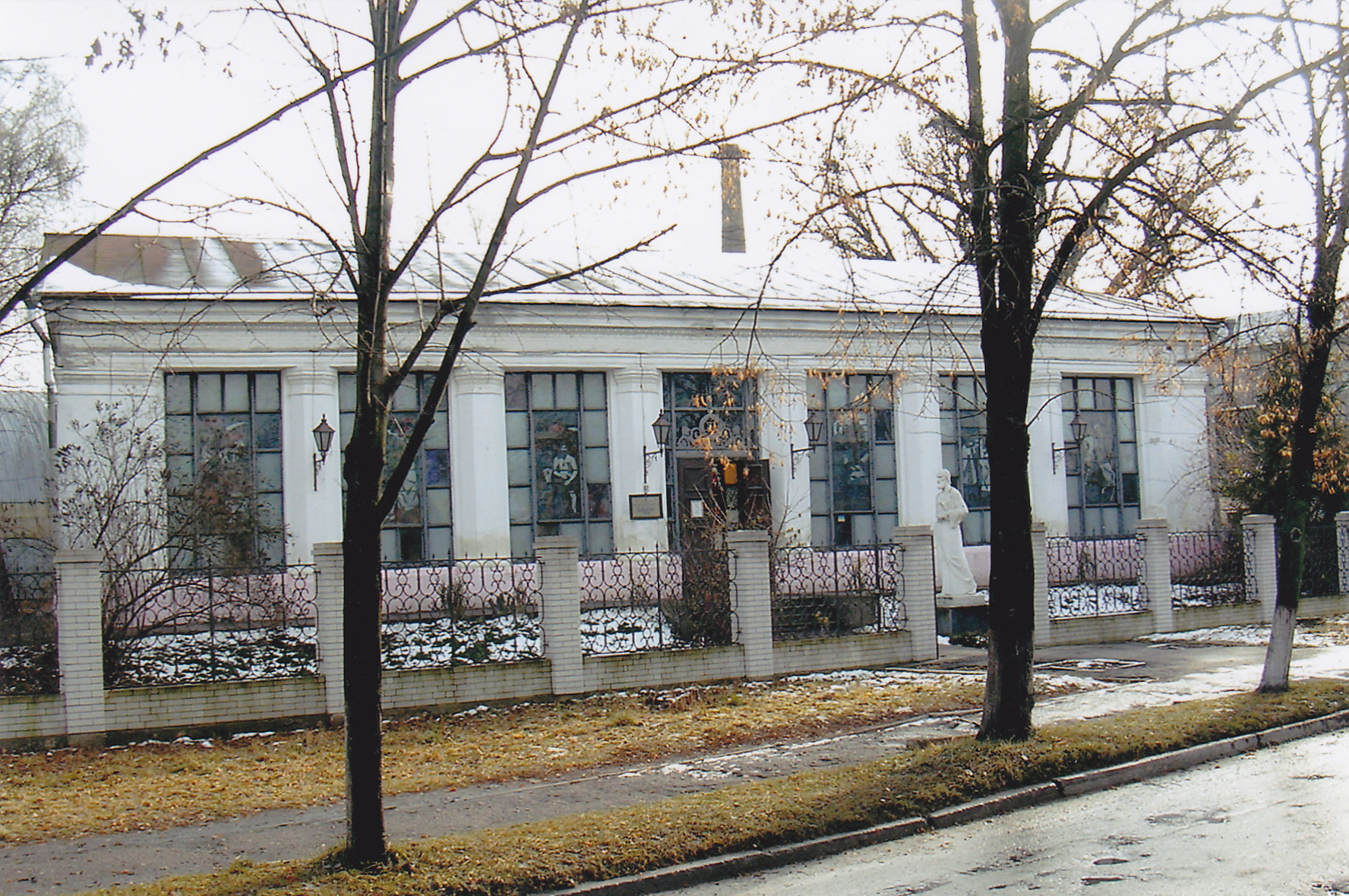
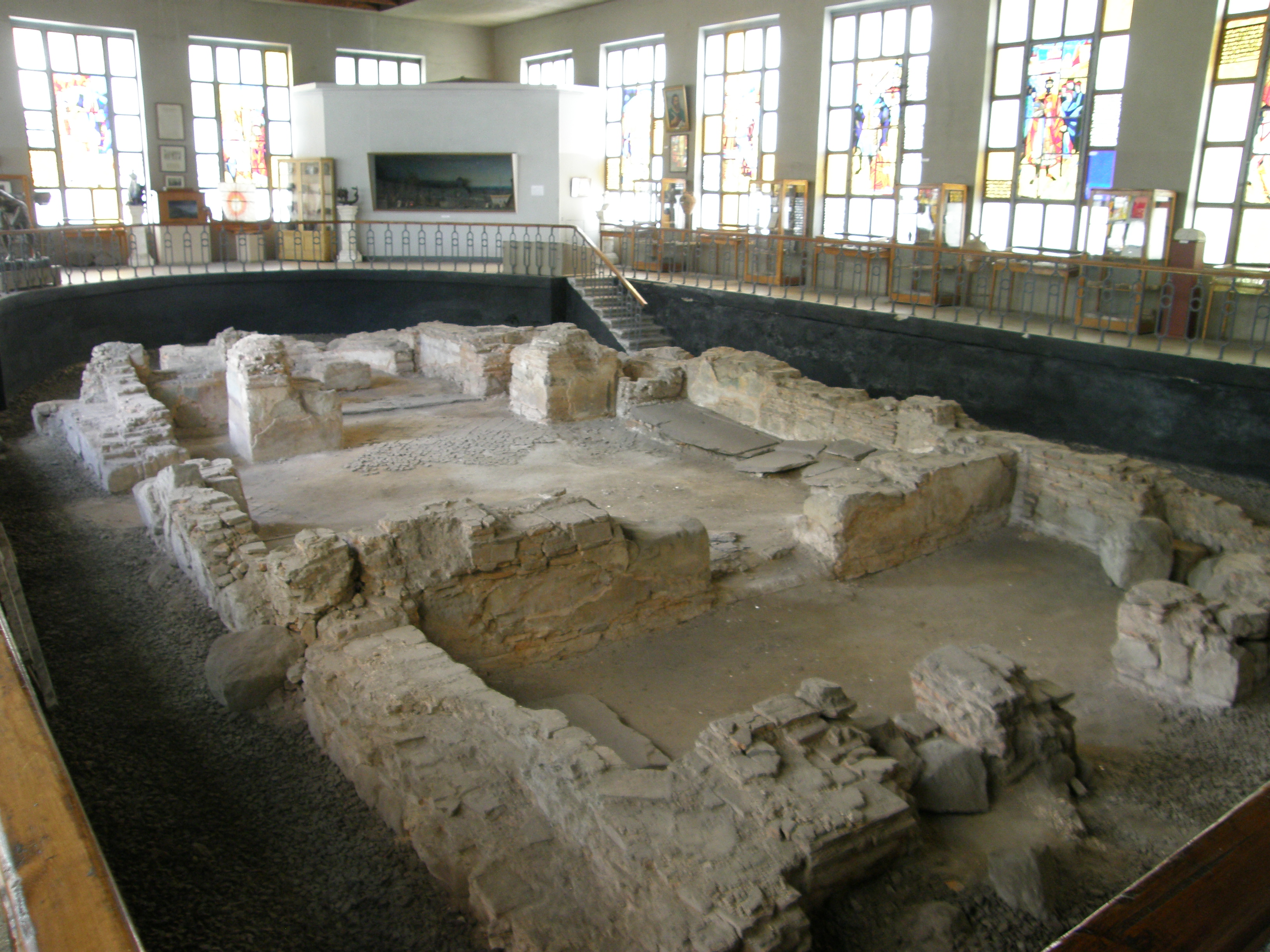
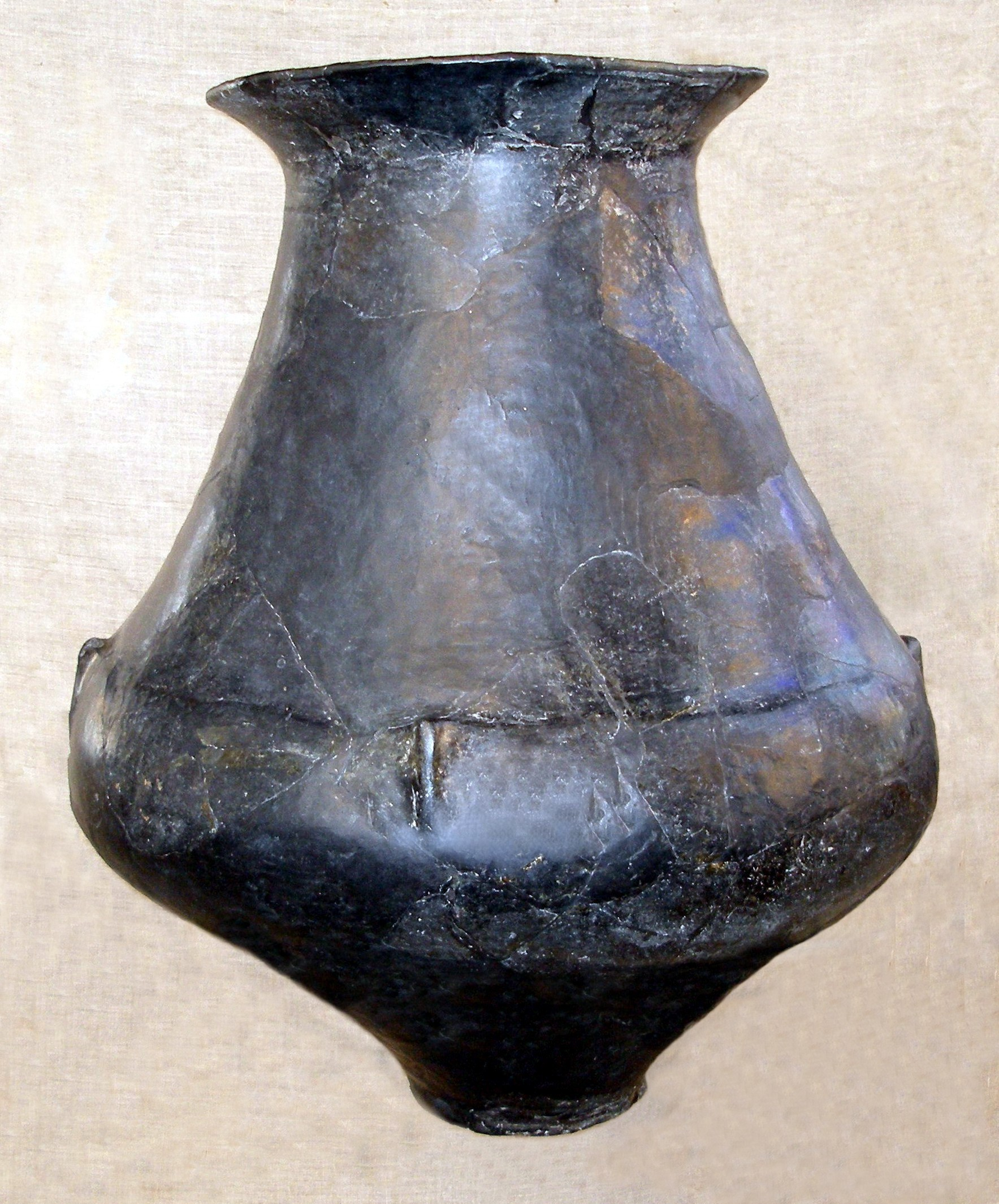
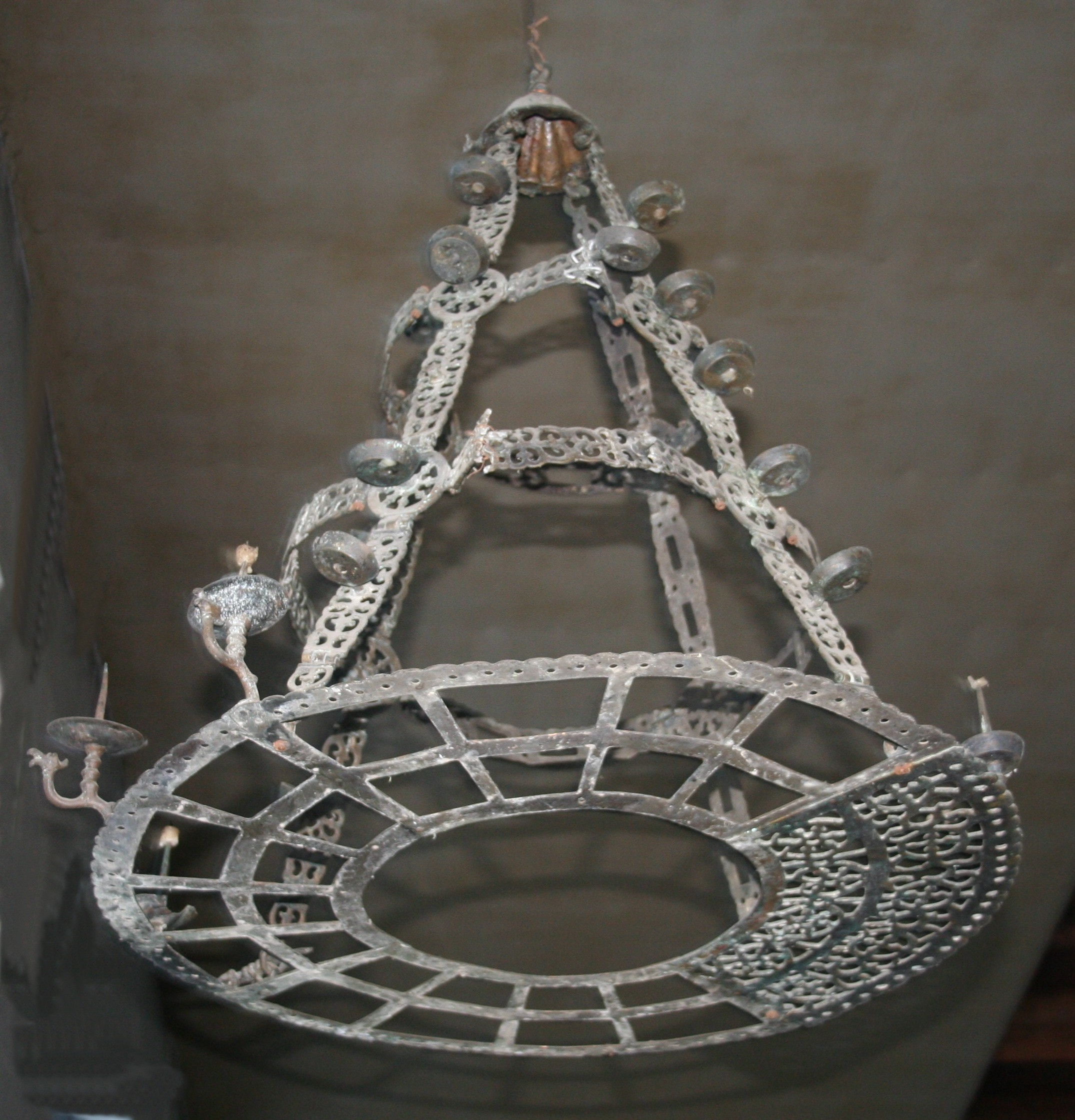
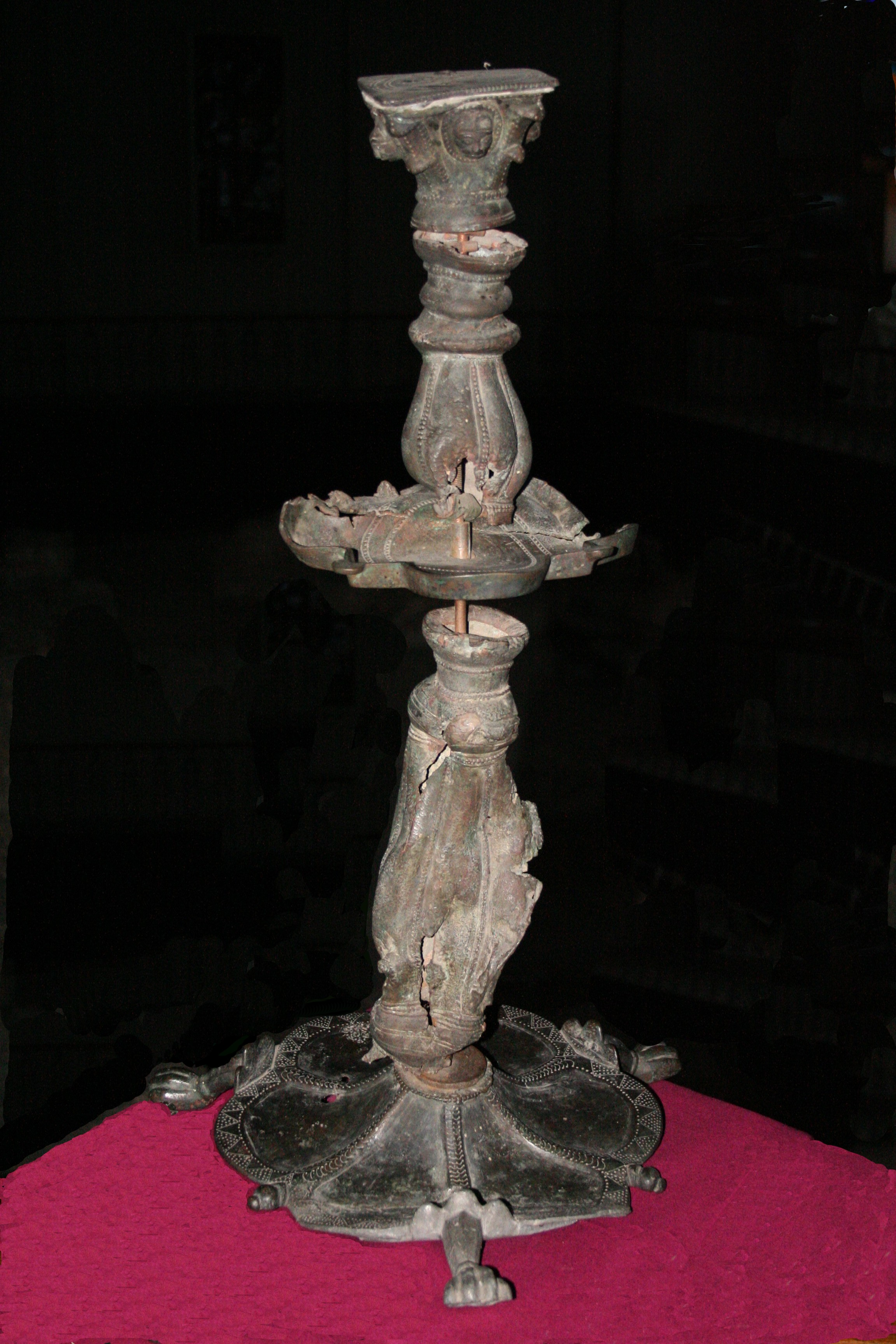
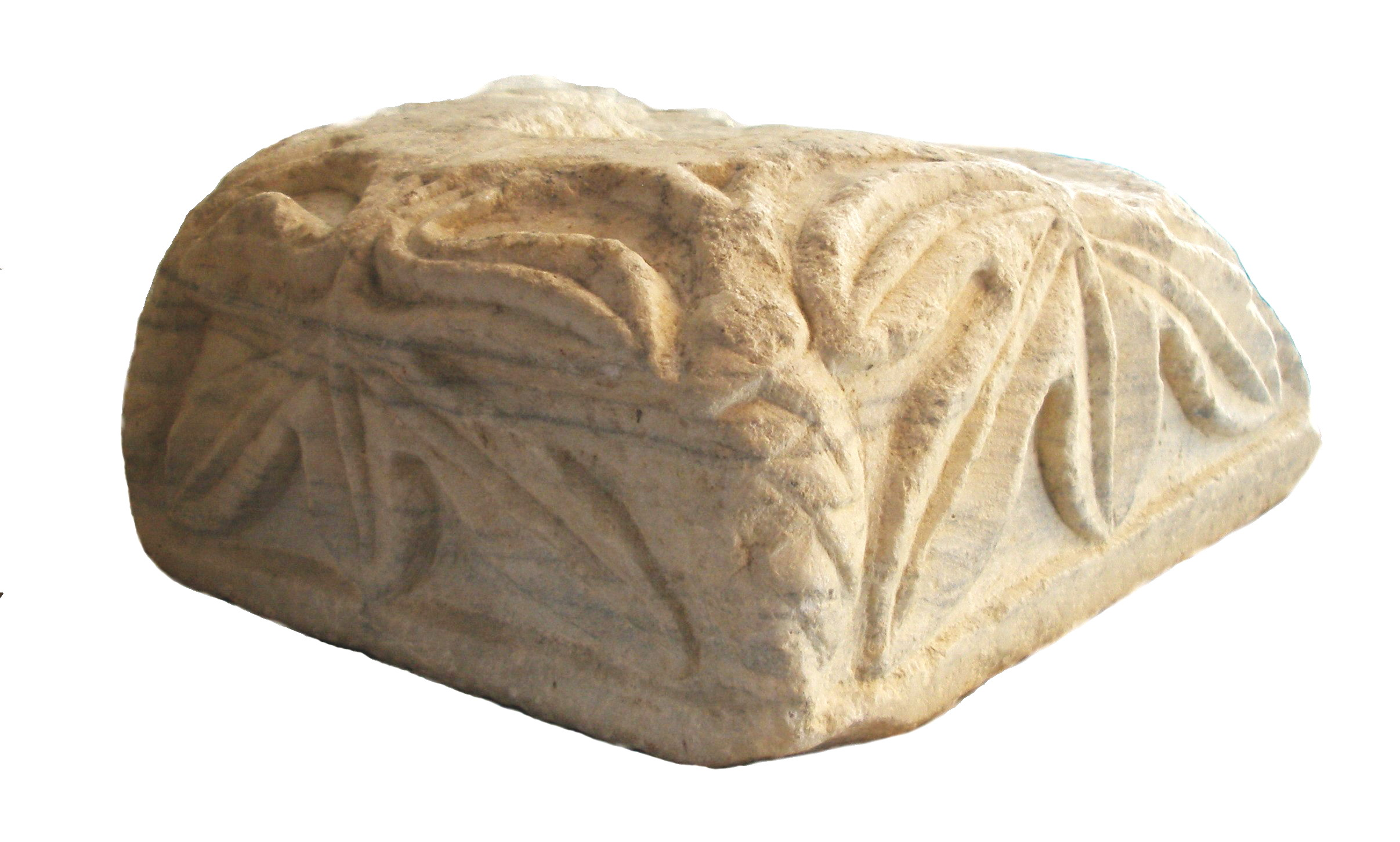
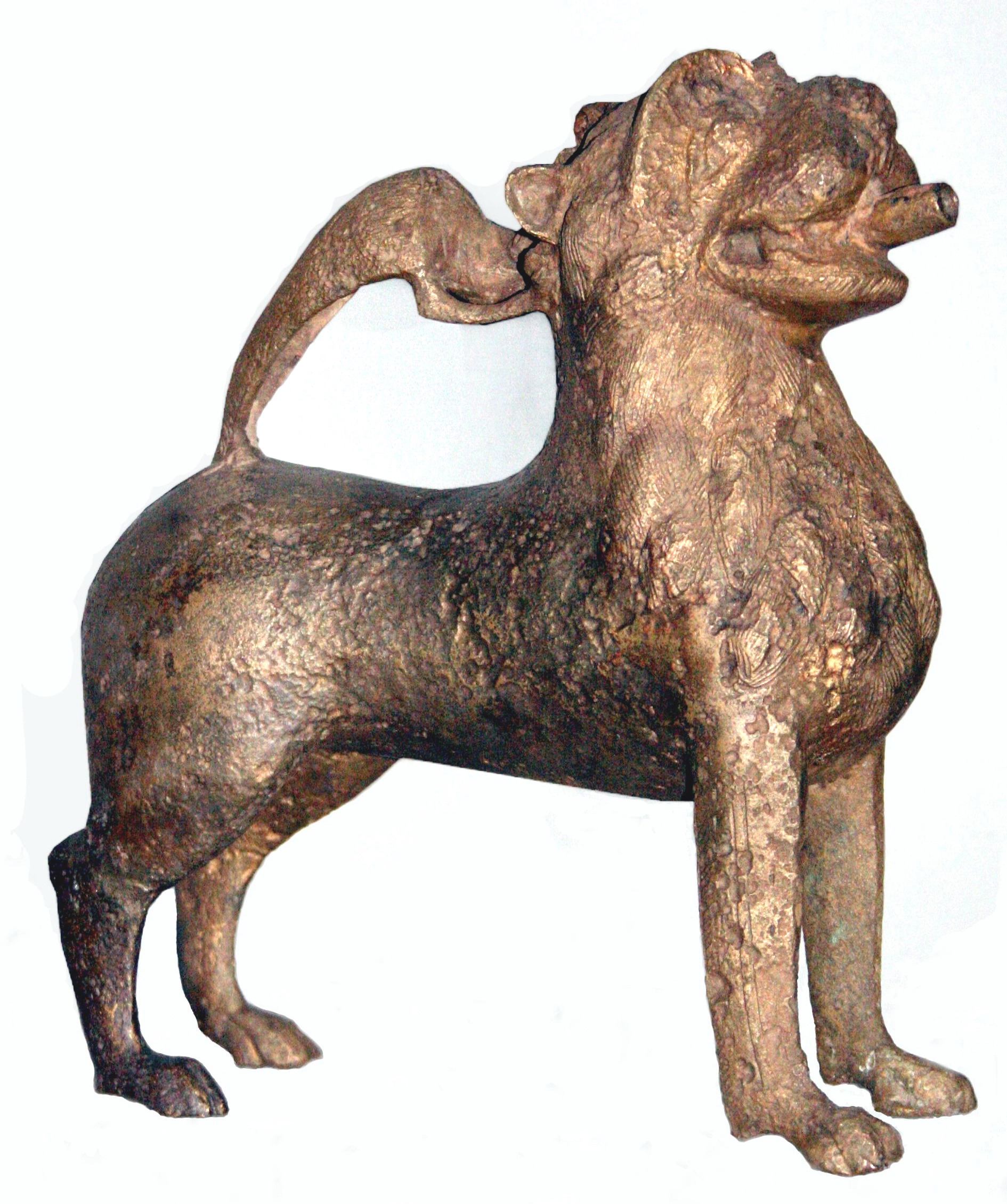